# بطولة آسيا لكرة الطائرة للرجال 1989
أقيمت بطولة آسيا لكرة الطائرة للرجال 1989 في نسختها الخامسة في سول في كوريا الجنوبية في الفترة من 15 إلى 24 سبتمبر, 1989.

## المرحلة النهائية

### تحديد البطل
| التاريخ   |                | النتيجة |         | الشوط 1 | الشوط 2 | الشوط 3 | الشوط 4 | الشوط 5 | المجموع |
| --------- | -------------- | ------- | ------- | ------- | ------- | ------- | ------- | ------- | ------- |
| 24 سبتمبر | كوريا الجنوبية | 3–0     | اليابان | 15–6    | 15–9    | 15–13   |         |         | 45–28   |

## الترتيب النهائي
| المركز | المنتخب                  |
| ------ | ------------------------ |
| الأول  | كوريا الجنوبية           |
| الثاني | اليابان                  |
| الثالث | الصين                    |
| 4      | باكستان                  |
| 5      | الكويت                   |
| 6      | الهند                    |
| 7      | العراق                   |
| 8      | إيران                    |
| 9      | تايبيه الصينية           |
| 10     | أستراليا                 |
| 11     | الإمارات العربية المتحدة |
| 12     | نيوزيلندا                |
| 13     | سريلانكا                 |
| 14     | هونغ كونغ                |
| 15     | تايلاند                  |
| 16     | البحرين                  |
| 17     | بنغلاديش                 |
| 18     | نيبال                    |
| 19     | قطر                      |

| بطولة آسيا لكرة الطائرة للرجال 1989 |
| ----------------------------------- |
| · كوريا الجنوبية · للمرة الأولى     |